# Heinz Hänel
Heinz Hänel (* 3. November 1955 in Offenbach am Main) ist ein deutscher Biologe, Zoologe und Parasitologe. Er gilt als einer der maßgeblichen Entwickler von Fexinidazol, dem ersten oralen Medikament zur Behandlung der afrikanischen Schlafkrankheit, das wesentlich zur nahezu vollständigen Ausrottung dieser tödlichen Tropenkrankheit beigetragen hat. Neben seiner wissenschaftlichen Forschung war er jahrzehntelang in der pharmazeutischen Industrie tätig, insbesondere in der Entwicklung von Antiinfektiva und Antimykotika sowie der Qualitätskontrolle. Zudem entdeckte er 1981 im malaysischen Regenwald die Spinnenart Crassignatha haeneli, die später nach ihm benannt wurde.
Aktuell arbeitet er als Vorstand (CDO) der benfovir AG und Oxy5 OncoMedical AG, wo er an der Nutzbarmachung des Wirkstoffs Oxythiamin für die Behandlung von Krebserkrankungen und Viruserkrankungen forscht.

## Leben und Karriere

### Ausbildung und wissenschaftliche Laufbahn
Nach dem Abitur im Jahr 1974 und einer 15-monatigen Wehrdienstzeit begann Hänel ein Studium der Biologie an der Johann Wolfgang Goethe-Universität Frankfurt am Main, das er 1981 mit dem Diplom abschloss. Bereits während seines Studiums sammelte er praktische Erfahrungen in der pharmazeutischen Industrie bei Hoechst AG und führte Forschungsprojekte in Mexiko, Australien und Malaysia durch. Während eines Forschungsaufenthaltes 1981 im malaysischen Regenwald entdeckte er eine bis dahin unbekannte Spinnenart, die später zu seinen Ehren Crassignatha haeneli benannt wurde. Diese Spinne gehört zur Familie der Symphytognathidae und wurde 1988 von Jörg Wunderlich wissenschaftlich beschrieben.
Er promovierte 1985 in Zoologie mit einer Arbeit über Bienenparasiten und erhielt für seine Forschungsleistungen ein Stipendium der Deutschen Forschungsgemeinschaft (DFG). 1994 habilitierte er sich im Fach Zoologie und wurde 2001 zum Honorarprofessor an der Goethe-Universität Frankfurt ernannt.

### Forschung und pharmazeutische Karriere
Hänel trat 1984 in die Hoechst AG ein und übernahm dort verschiedene leitende Funktionen in der Forschung und Entwicklung. Von 1989 bis 1991 leitete er die Forschung für Antimykotika, später wurde er globaler Entwicklungsleiter für das Antibiotikum Levofloxacin. Zudem war er maßgeblich an der Entwicklung von Ciclopirox-haltigem Nagellack zur Behandlung eines Nagelpilzes beteiligt.

### Fexinidazol und die Bekämpfung der afrikanischen Schlafkrankheit
Eine der größten Errungenschaften von Heinz Hänel war seine zentrale Rolle in der Entwicklung von Fexinidazol, das die Behandlung der afrikanischen Schlafkrankheit revolutionierte. Diese tödliche Tropenkrankheit, verursacht durch den Parasiten Trypanosoma brucei, wurde über Jahrzehnte mit hochtoxischen, intravenösen Medikamenten behandelt, die oft schwere Nebenwirkungen hatten und intravenös in Afrika nur unter erschwerten Bedingungen verabreicht werden konnte. Hänel erkannte das Potenzial von Fexinidazol, einem Nitroimidazol-Derivat, das oral eingenommen werden kann.
Unter seiner Leitung wurde die Entwicklung des Medikaments vorangetrieben, das schließlich von Sanofi in Zusammenarbeit mit der Drugs for Neglected Diseases Initiative (DNDi) zur Marktreife gebracht wurde. 2018 wurde Fexinidazol von der Europäischen Arzneimittelagentur (EMA) als erste vollständig orale Therapie für beide Krankheitsstadien zugelassen. Dank der einfachen Anwendung konnte die Krankheit großflächig bekämpft werden, und die WHO erklärte 2021, dass die afrikanische Schlafkrankheit auf dem Weg zur vollständigen Eliminierung sei. Damit trug Hänel entscheidend dazu bei, eine der gefährlichsten Infektionskrankheiten nahezu auszurotten – eine wissenschaftliche und medizinische Pionierleistung von globaler Bedeutung.

### Aktuelle Tätigkeit in der Krebs- und Virologie-Forschung
Seit 2024 ist Heinz Hänel Vorstand (CDO) der benfovir AG und Oxy5 OncoMedical AG, wo er an der Nutzbarmachung von Oxythiamin zur Behandlung von Krebserkrankungen und Viruserkrankungen forscht. Oxythiamin ist ein vielversprechender Wirkstoff, der das Tumorwachstum durch die Hemmung des TKTL1-Stoffwechsels (und somit der Bausteinproduktion von Krebszellen) beeinflussen kann. Darüber hinaus erforscht er dessen antivirale Eigenschaften zur Bekämpfung schwerwiegender Virusinfektionen.

## Weitere wissenschaftliche Engagements
Neben seiner Forschungs- und Entwicklungstätigkeit engagiert sich Hänel in zahlreichen wissenschaftlichen Gremien:
- Mitglied der New York Academy of Sciences
- Beirat der Fachzeitschrift Mycoses (1993–2000)
- Mitglied des Advisory Boards von Bosch/Syntegon (seit 2004)
- Vorsitzender des Neeff-Wissenschaftspreises für Studierende (seit 2007)
- Vorsitzender des Alumni-Boards der Goethe-Universität (2008–2023)[15][16]

Zudem übernahm er leitende Funktionen in strategischen Pharma-Projekten, unter anderem als Senior Advisor für Biotech-Unternehmen wie Mitodicure, Aprofol AG.

## Ehrungen und Auszeichnungen
Für seine Verdienste in der pharmazeutischen Forschung, insbesondere für die Entwicklung von Fexinidazol und seinen Beitrag zur Bekämpfung der afrikanischen Schlafkrankheit, wurde Heinz Hänel mehrfach ausgezeichnet.
- Verdienstkreuz 1. Klasse des Verdienstordens der Bundesrepublik Deutschland (2021)[17]
- Preis für soziale Verantwortung für die Initiierung der Entwicklung der ersten oralen Medikation zur Ausrottung der afrikanischen Schlafkrankheit
- Procter & Gamble Umweltschutzpreis

Auszeichnung für die Entdeckung einer Pilzerkrankung (Metarhizium anisopliae), die Termitenkolonien in Australien ohne chemische Insektizide ausrotten kann.

## Wichtige Publikationen und Patente
- Beiträge zur Parasitologie, Mykologie und Tropenmedizin in Fachzeitschriften[18][19][20]
- Entwicklung von Batrafen, Levofloxacin (Tavanic) und Fexinidazol
- Forschung zu Ameisen und Parasiten im malaysischen Regenwald, u. a. Entdeckung der Spinne Crassignatha haeneli (1981, wissenschaftlich beschrieben 1988)

## Privates
Hänel ist seit 1984 verheiratet und hat drei Kinder.